# Renzo Zenobi
Renzo Zenobi (Roma, 10 aprile 1948) è un cantautore e paroliere italiano.
Per una parte della critica musicale, Zenobi è uno dei più dotati cantautori italiani, stimato da tanti colleghi che hanno avuto occasione di collaborare con lui (tra i tanti ricordiamo Francesco De Gregori, Lucio Dalla, Ron, Paolo Conte, Nada, Ornella Vanoni, Piero Ciampi, Gilda Giuliani, Claudio Baglioni, Ennio Morricone, gli Stadio).

## Biografia

### Gli inizi

Renzo Zenobi, in primo piano, con Giovanni Mario Buffa al Piper Club di Roma (1966)

Renzo Zenobi nasce a Roma. Suo nonno, triestino, è un sarto, come suo padre che, trasferitosi a Roma alla fine degli anni trenta, diventerà uno dei più noti della capitale, vestendo anche attori come Marcello Mastroianni e Mario Girotti.
Si avvicina alla musica negli anni dell'adolescenza: con alcuni amici infatti inizia a suonare il basso nei The Dragons, un complesso beat (con Giovanni Mario Buffa alla voce e chitarra solista, Sergio Lironcurti alla chitarra ritmica e Daniele Fargion alla batteria). Cambiato il nome in We Four, riescono a ottenere un concerto al Piper Club di Roma.
Dopo il diploma in ragioneria, si iscrive all'Università, alla facoltà di farmacia; nel frattempo si accosta al folk e ai cantautori americani come Bob Dylan, dall'ascolto dei quali impara la tecnica del finger picking. Inizia quindi ad esibirsi al Folkstudio, dove propone le sue canzoni, tra cui Silvia ed un tentativo di musicare brani della Divina Commedia che si ferma a Paolo e Francesca, canzone che eseguirà solo dal vivo (e non verrà incisa mai in nessuno dei suoi LP). Al Folkstudio lega in maniera particolare con altri giovani cantautori: Francesco De Gregori, Edoardo De Angelis e Giorgio Lo Cascio.
Dopo aver fatto il servizio militare viene chiamato nel 1973 da Edoardo De Angelis a suonare la chitarra acustica nel primo disco da solista di Francesco De Gregori Alice non lo sa: è lui l'artefice degli arpeggi in alcune canzoni (ad esempio in La casa di Hilde). Nello stesso anno suona anche nell'album La mia donna di Giorgio Lo Cascio, mentre l'anno successivo suona la chitarra e il pianoforte nel disco Francesco De Gregori di De Gregori, che lo chiama anche per il suo disco del 1975, Rimmel (è suo l'arpeggio in Pezzi di vetro).

Lucio Dalla, Francesco De Gregori e Renzo Zenobi al Folkstudio di Roma

Così ha raccontato De Gregori la collaborazione con Renzo:
Sempre De Gregori prende un appuntamento per Renzo con la RCA e là Ennio Melis, dopo averlo ascoltato, gli propone un contratto per cinque anni: comincia così la sua attività discografica.

### I primi album
Nel 1975 viene pubblicato il suo primo album, A Silvia: il disco viene arrangiato da Sergio Rendine e Giuseppe Mazzuca, ed è prodotto da De Gregori. L'album viene molto apprezzato dagli addetti ai lavori e dalla critica musicale, e la canzone Silvia, delicato bozzetto che racconta una giornata di licenza dal servizio militare trascorsa a Firenze (la Silvia del titolo è la cantautrice fiorentina Silvia Draghi, che si era fatta notare in quel periodo con il brano Non ho finito di sognare), riscuote un buon successo come 45 giri; pochi mesi dopo la Schola Cantorum la include nel suo album Coromagia vol. 2. Silvia è rimasta, nel tempo, una delle canzoni più importanti della musica d'autore italiana: 25 anni dopo la sua pubblicazione, nel 2001, il giornalista Beppe Severgnini la inserisce tra i venti brani fondamentali della musica italiana (insieme, tra le altre, a Vita spericolata, Pensieri e parole, Incontro e Certe notti), così commentandola: "La Toscana in una canzone. Fantastica". Oltre a questa canzone sono anche da ricordare I pescatori, basata su un bell'arpeggio di chitarra, e Gioco, dove l'arrangiamento evoca la musica medioevale e rinascimentale. Questo disco segna l'inizio dell'attività concertistica di Renzo, che nell'aprile dello stesso anno cantò a Milano al teatro dell'arte in uno spettacolo con De Gregori, Lucio Dalla e Ron.
Dello stesso anno è la partecipazione al concerto da cui viene tratto il disco Trianon '75, domenica musica, con De Gregori, Venditti, Dalla, Rino Gaetano e Paolo Conte: Renzo presenta una versione di Silvia eseguita da solo con la chitarra acustica. L'anno successivo viene pubblicato Chiari di luna, con la copertina disegnata da De Gregori: manca un brano trainante come Silvia, ma vi sono alcune buone canzoni come E sei di nuovo solo e La musica, che negli anni diventerà una sorta di manifesto del suo modo di intendere la musica. Al disco collabora Ron, che suona il pianoforte e le tastiere. Dopo l'incisione del disco, Zenobi parte in tour come spalla di De Gregori: la tournée subisce però una brutta interruzione dopo la serata al Palalido di Milano, che si conclude con una contestazione a De Gregori da parte di alcuni militanti di Autonomia Operaia.
Zenobi riprova, tra la fine del 1976 e gli inizi del 1977, ad esibirsi in concerto con alcuni amici conosciuti alla RCA: sono Piero Ciampi, Nada e Paolo Conte, ma le serate non riscuotono molto successo, pur essendo molto importanti dal punto di vista umano ed artistico per Zenobi, tant'è che Nada decide di incidere una canzone di Renzo, intitolata Giornate di tenera attesa, nel suo disco Nada del 1976, e Conte collabora agli arrangiamenti nel disco di Zenobi del 1977, Danze, nel quale Conte suona anche il pianoforte ed il kazoo (nella canzone Una piccola storia solo verso la fine divenuta canzone). Un altro classico di Zenobi è la title track dell'album, Danze, che racconta la storia di un gruppo di ragazze nel secondo dopoguerra. All'album collabora anche Lilli Greco, che scrive le partiture per l'orchestra d'archi.

### La collaborazione con Ennio Morricone
Ennio Morricone, che da alcuni anni è lontano dal mondo della musica leggera e si dedica alla composizione di colonne sonore, interessato alle melodie di Zenobi, decide di arrangiare il suo nuovo album del 1978, Bandierine (tranne la canzone E ancora le dirai ti voglio bene, che viene arrangiata da un altro amico di Zenobi, Claudio Baglioni). Le soluzioni adottate da Morricone sono molto raffinate, con un grande uso dei cori (eseguiti da I Cantori Moderni di Alessandroni) e l'uso di strumenti particolari, come l'ocarina; il brano pubblicato su 45 giri è Una sera d'estate, brano orecchiabile, ma forse il più significativo è Una pioggia di affetto. Il successo dell'album è comunque inferiore alle aspettative.

### La collaborazione con Lucio Dalla

Renzo Zenobi con Lucio Dalla (1980)

Decide di produrre il nuovo disco di Zenobi Lucio Dalla, che ha conosciuto il cantautore tramite De Gregori; Dalla decide di riarrangiare alcuni brani già incisi in precedenza da Renzo, con l'aiuto degli Stadio e di Ron, e completa il disco (intitolato Silvia, ecc.), una canzone nuova, Che stella che sei; è appunto in questa canzone che si può ascoltare il sax suonato dal cantautore bolognese, che lo suona anche nella nuova versione di Silvia (dove partecipa anche De Gregori alla chitarra acustica). In alcuni brani, come E sei di nuovo solo, viene usata la stessa base ma viene ricantata da Zenobi la parte vocale.
Dopo questo disco la collaborazione prosegue nell'album del 1981, Telefono elettronico, dove nella title track Dalla duetta con Zenobi: dopo Silvia è questa la canzone più nota del cantautore romano, e nel 1997 verrà reincisa da Ron nel suo album Stelle, ma sono anche da ricordare Chitarre e Marinara.
All'incisione di questo disco partecipa il gruppo degli Stadio. Sempre nel 1981 scrive il testo per Si andava via, eseguita da Ron nel suo LP Al centro della musica. L'anno dopo viene inciso Aviatore, con la collaborazione di Marco Manusso e Piero Montanari (conosciuto nel 1973 durante le registrazioni di Alice non lo sa), album che non riscuote il successo sperato, nonostante alcune canzoni molto ispirate come Temporale, La fine di una storia e la stessa Aviatore. Proprio in quel periodo la Rca, per lanciare l'album, prese in affitto per dieci giorni il Teatro dei Satiri a Roma, nel quale Renzo si esibì insieme ai musicisti che suonavano nel disco: Marco Manusso, Massimo Buzzi e Piero Montanari.
Dopo questo disco, nonostante l'ingresso nelle classifiche degli album più venduti per quattro settimane, deluso dal riscontro ricevuto e constatando come i gusti del pubblico in quel periodo si stiano staccando dalla canzone d'autore, Zenobi decide di ritirarsi.

### Il ritorno
Per alcuni anni Zenobi si dedica ad altri lavori, cercando però sempre di restare vicino alla musica, ad esempio gestendo un negozio di strumenti musicali.
Nel 1993 Ennio Melis, ex direttore generale della RCA, costituisce l'etichetta discografica THM e gli propone un contratto: nasce così, dopo dieci anni, un nuovo disco, con atmosfere acustiche, intitolato semplicemente Zenobi, registrato insieme a Marco Manusso alle chitarre, Arnaldo Vacca alle percussioni e Marco Camboni al contrabbasso; il nuovo album frutta qualche apparizione televisiva (ad esempio a Be Bop a Lula di Red Ronnie), ma le radio non trasmettono le canzoni del disco (come Non avere paura, una delle sue canzoni più belle, Vecchia canzone, Pattinatori), che quindi non riscuote il successo che avrebbe meritato.
Con il ritorno discografico, Zenobi ricomincia anche ad effettuare concerti, in genere da solo con la chitarra acustica, in luoghi piccoli ma ben disposti verso la sua proposta musicale.
Nel 1995 esce Proiettili d'argento (per un cuore di lupo), che viene accompagnato da una lettera di presentazione scritta dal vecchio amico Lucio Dalla; una delle canzoni del disco, Per spiegarti il mio cuore, ha la musica scritta da Ron, ma la canzone più significativa è senza dubbio la poetica E noi piccoli piccoli.
Per Ron, in questo periodo, Zenobi scrive i testi di alcune canzoni incise dal cantautore pavese.
La rinnovata attenzione verso Zenobi, pur se non da parte del grande pubblico, spinge la BMG (che ha rilevato il catalogo della RCA) a pubblicare su CD una raccolta di alcune canzoni tratte dai dischi incisi dal 1975 al 1983: si intitola Amori e battiti, e la copertina ricicla la stessa foto di Bandierine.
Renzo continua con l'attività concertistica; il 17 dicembre 2005 si è esibito a Firenze insieme a Claudio Baglioni e Stefano Rosso, nel corso dell'appuntamento annuale che Baglioni organizza per il suo fans club.
Nel 2001 è tra gli autori del programma televisivo Amici miei, condotto da Francesco Paolantoni e trasmesso dalla Rai.
Nel 2007 scrive insieme ad Ornella Vanoni il testo di Dentro questa vita , che la cantante incide nell'album Una bellissima ragazza, su musica di Ron, e per il cantante di Garlasco compone il testo di Canzone dell'acqua, inserita nel disco dal vivo Ron in concerto. L'anno successivo scrive, sempre per Ron, i testi di Occhi e Ladri, entrambe contenute nell'album Quando sarò capace d'amare.
Nel 2012 vince il Premio Amilcare Rambaldi alla carriera, mentre l'anno successivo viene pubblicato il nuovo album del cantautore, Canzoni sulle pagine, disco di inediti più due rifacimenti di vecchi brani (E ancora le dirai ti voglio bene e La fine di una storia) allegato ad un libro contenente i testi di tutte le canzoni di Zenobi e con la prefazione scritta da Claudio Baglioni, pubblicato da Arcana Editrice.
Il 22 settembre 2015 è tra i partecipanti al concerto di Francesco De Gregori all'Arena di Verona denominato Rimmel2015 in cui viene ricantato interamente l'album Rimmel (in cui Zenobi aveva suonato la chitarra) per festeggiare i 40 anni del disco.
Il 26 ottobre 2018 pubblica il nuovo album Volando su etichetta M.P. & Records

## Discografia

### Album in studio
- 1975 – A Silvia (RCA Italiana TPL1-1136)
- 1976 – Chiari di luna (RCA Italiana TPL1-1198)
- 1977 – Danze (RCA Italiana PL 31239)
- 1978 – Bandierine (RCA Italiana PL 31401)
- 1979 – Silvia, ecc. (RCA Italiana PL 31456)
- 1981 – Telefono elettronico (RCA Italiana PL 31565)
- 1982 – Aviatore (RCA Italiana PL 31657)
- 1993 – Zenobi (ThM, 474299 2)
- 1995 – Proiettili d'argento (per un cuore di lupo) (THM 481205 2)
- 2013 – Canzoni sulle pagine (APMCD209)
- 2018 – Volando (MPRCD082)

### Raccolte
- 1979 – Silvia, ecc. (RCA Italiana)
- 2002 – Amori e battiti (RCA, 74321933502)

### Singoli
- 1975 – Silvia/Gioco (RCA)
- 1976 – E sei di nuovo solo/La musica
- 1977 – Danze/Io e te su quei giorni
- 1978 – Una sera d'estate/Buon appetito
- 1979 – Silvia/Che stella che sei
- 1981 – Telefono elettronico/Corriera di Natale
- 2019 - Di tamerici e di sabbia/Abbiamo lasciato (ThM, MPRS088)

### Partecipazioni
- 1973 – Alice non lo sa di Francesco De Gregori (chitarra acustica)
- 1973 – La mia donna di Giorgio Lo Cascio (chitarra acustica, pianoforte)
- 1974 – Francesco De Gregori di Francesco De Gregori (chitarra acustica)
- 1975 – Rimmel di Francesco De Gregori (chitarra acustica)
- 1975 – Trianon '75, domenica musica (RCA Italiana, TCL 2-1178) disco dal vivo in cui Zenobi canta Silvia

### Brani musicali scritti per altri artisti
- 1976 – Te ne vai e Facile come parlare per Gilda Giuliani (album Donna, RCA Italiana);
- 1981 – Si andava via per Ron (album Al centro della musica); testo di Renzo Zenobi, musica di Ron
- 1983 – Cuori affollati per Marco Ferradini (album Una catastrofe bionda); testo di Renzo Zenobi, musica di Marco Ferradini
- 1984 – Tutti e tre per Marco Armani (45 giri, lato B di Solo con l'anima mia, Speed);
- 1994 – Il mare nel tramonto per Ron (album Angelo); testo di Renzo Zenobi, musica di Ron
- 1997 – Chi è che bussa per Tosca (album Incontri e passaggi); testo di Renzo Zenobi, musica di Ron
- 1999 – Quanto amore c'è, Pensiero canta e Vivere vicino a te per Ron (tutte nell'album Adesso); testo di Renzo Zenobi, musica di Ron
- 2001 – Cuore di vetro e La pace per Ron (album Cuori di vetro); testo di Renzo Zenobi, musica di Ron
- 2006 – Le voci nelle stanze per Nicky Nicolai (album L'altalena); testo di Renzo Zenobi e musica di Luigi Lopez
- 2007 – Dentro questa vita per Ornella Vanoni (album Una bellissima ragazza); testo di Renzo Zenobi e Ornella Vanoni, musica di Ron
- 2007 – Canzone dell'acqua per Ron (album Ron in concerto); testo di Renzo Zenobi, musica di Ron
- 2008 – Ladri e Occhi per Ron (album Quando sarò capace d'amare); testo di Renzo Zenobi, musica di Ron

## Cover
- 1975 – Schola Cantorum Silvia (album Coromagia vol. 2)
- 1976 – Nada Giornate di tenera attesa (album Nada)
- 1997 – Ron Telefono elettronico (album Stelle)
- 2014 – Federico Fiumani Danze (album Un ricordo che vale dieci lire)